# Wilia Wilno
Wilia Wilno – istniejący w latach 1921-1926 polski klub piłkarski z siedzibą w Wilnie.
Prezesem klubu był por. Tadeusz Kawalec, w grudniu 1921 wybrano na wiceprezesa por. R. Kawalca, na sekretarza pchor. T. Makowskiego, a gospodarzem został Grabowiecki. Siedziba klubu znajdowała się przy ul. Sierakowskiego 12 m 8.

## Historia
Drużyna została założona latem (w lipcu) 1921 roku pod egidą Związku Bezpieczeństwa Kraju (ZBK) i była jednym z wiodących klubów w Wilnie początku lat 20. Charakterystyczną cechą zespołu była zmienność nazw klubu, w swojej krótkiej historii nastąpiło to aż 4 razy. Zespół trzykrotnie zdobył koronę Wilna (raz nieoficjalnie) oraz dwukrotnie wystąpił w rozgrywkach o mistrzostwo Polski. 
W roku 1922 w roli grającego trenera występował wybitny działacz sportowy, pierwszy prezes WOZPN-u prof. Jan Weyssenhoff.
Skład Sokoła w roku 1921: Stanisław Bielski, Jan Grabowiecki, Romuald Gryglewski, Stefan Makowski, Hieronim Wróbel, Tadeusz Oświęcimski, Stanisław Gozdecki, Jan Moraczewski, Święcicki, Tadeusz Kawalec, Podkuliński.
Skład Strzelca w roku 1922: Franciszek Gacek, Józef Bill, Jan Grabowiecki, Wilhelm Wilczyński, Jan Weyssenhoff, (grający trener) Czesław Mierzejewski, Marian Lepiarski, Stefan Makowski, Romuald Gryglewski, Władysław Ryszanek, Tadeusz Oświęcimski, Grigorij Nikołajew, Hieronim Wróbel.
Skład Laudy w roku 1923: Franciszek Gacek, Jan Weyssenhoff (grający trener), Jan Grabowiecki, Marian Lepiarski, Czesław Mierzejewski, Witold Konstanowski, Oskar Oświęcimski, Grigorij Nikołajew, Romuald Gryglewski, Stanisław Leszczyński, Władysław Ryszanek, ? Serdiukow, Mikołaj Cukanow, Włodzimierz Missiuro, Władysław Wiro-Kiro (bramkarz), Olgierd Tarasiewicz, Stanisław Drapella, Piotr Ławacz (? - Ławicz, Sawicz).  
Lauda

W 1923 roku doszło do następnej zmiany nazwy, stało się to za sprawą fuzji z AZS-em Wilno.  Tym samym klub wyszedł z opieki KBW i zarejestrował się jako Towarzystwo Sportowe Lauda. Tylko najlepsi gracze Strzelca zasilili Laudę, pozostali zawodnicy jeszcze do końca 1923 roku grali jako ZBK Strzelec. Drużyna Strzelca ostatecznie została wcielona do PCK (Polski Czerwony Krzyż) Sparta.
Chronologia nazw:
- 1921 - KSZBK Sokół
- 1922 - WKSZBK Strzelec (Wileński Klub Sportowy Związku Bezpieczeństwa Kraju „Strzelec", dn.22.01.1922r.[6])
- 1923 - TS Lauda (fuzja z AZS-em)
- 1924 - TS Wilia
- 1926 - Drużyna została rozwiązana, większość piłkarzy przeszło do reaktywowanego AZS-u Wilno.

 Sukcesy 
- 2x mistrz WOZPN-u: 1922, 1923
- 2x udział w rozgrywkach o mistrzostwo polski: 1922, 1923

## Sezony
| Poziomy rozgrywkowe | Poziomy rozgrywkowe | Poziomy rozgrywkowe | Poziomy rozgrywkowe | Poziomy rozgrywkowe | Sezony, opis | Sezony, opis | Sezony, opis | Sezony, opis | Sezony, opis | Sezony, opis | Sezony, opis               | Sezony, opis | Sezony, opis  |
| I                   | II                  | III                 | IV                  | V                   | Sezon        | Liga         | Poz.         | Pkt.         | Bramki       | Z/R/P        | Uwagi                      | Nazwa        | ZPN           |
| ------------------- | ------------------- | ------------------- | ------------------- | ------------------- | ------------ | ------------ | ------------ | ------------ | ------------ | ------------ | -------------------------- | ------------ | ------------- |
| MP                  | (A)                 |                     |                     |                     | 1921         | Klasa A      | 1            | 10           | 25-6         | 5/0/1        | [ 7 ]                      | Sokół        | Nieoficjalne  |
| MP                  | A                   | B                   | C                   |                     | 1922         | Klasa A      | 1            | 7            | 8-3          | 3/1/0        | Uczestnictwo w MP          | Strzelec     | Wileński OZPN |
| MP                  | A                   | B                   | C                   |                     | 1923         | Klasa A      | 1            | 7            | 12-3         | 3/1/0        | Uczestnictwo w MP          | Lauda        | Wileński OZPN |
| MP                  | A                   | B                   | C                   |                     | 1924         | Klasa A      | 2            | 4            | 7-8          | 2/0/2        |                            | Wilia        | Wileński OZPN |
| MP                  | A                   | B                   | C                   |                     | 1925         |              |              |              |              |              | Nie rozgrywano.            | Wilia        | Wileński OZPN |
| MP                  | A                   | B                   | C                   |                     | 1926         | Klasa A      | 6(3)         | 6            | b.d.         | b.d.         | Po sezonie klub rozwiązano | Wilia        | Wileński OZPN |